# Sonnenlieder

Titelseite, gestaltet von Rudolf Koch

Sonnenlieder ist der Titel eines Liederbuches, dessen Lieder innerhalb der Neuwerk-Bewegung Anfang der 1920er Jahre gesungen und gesammelt wurden sowie zum Teil auch innerhalb der Bewegung entstanden sind. Der vollständige Titel der 103 Lieder umfassenden Sammlung, die zum ersten Gesangbuch der von Eberhard Arnold begründeten Bruderhof-Gemeinschaft wurde, lautet Sonnenlieder. Lieder für Naturfreude, Menschheitsfriede und Gottesgemeinschaft. Gewidmet ist das Liederbuch „der immer neuen Jugend“. Es versteht sich als musikalischer Folgeband des von Eberhard Arnold und Normann Körber 1921 herausgegebenen Buches Junge Saat. Lebensbuch einer Jugendbewegung.

## Bibliographische Informationen
Die Sonnenlieder wurden 1924 durch den Eberhard Arnold–Verlag Sannerz und Leipzig veröffentlicht. Als Herausgeber werden Emmy Arnold und Gertrud Dalgas genannt. Das Buch umfasst 214 Seiten im Format groß 8°. Den meisten Liedern sind Notensätze für Singstimmen und Klavier, einigen auch Sätze für den Chorgesang beigegeben.
Die Titelseite ist ein Werk des Offenbacher Grafikers und Typografen Rudolf Koch (1876–1934). Beigefügt sind den Sonnenliedern eine Reihe von Dürer-Bildern, darunter fünf Randzeichnungen, die der Künstler um 1515 für ein Gebet- und Gesangbuch geschaffen hat.
Die Sonnenlieder erschienen in qualitativ unterschiedlichen Ausgaben. 650 Exemplare waren in Leinen gebunden, 3000 in Halbleinen. Die Auflagenzahl einer dritten Ausgabe („für den Handgebrauch, rot kartoniert, einfarbig, auf einfachem Papier in billiger Ausstattung, [jedoch] mit allen Noten und Texten“) wird im Vorwort nicht erwähnt. Den Satz und Druck besorgte die Würzburger Universitätsdruckerei Stürtz.

## Hintergrund

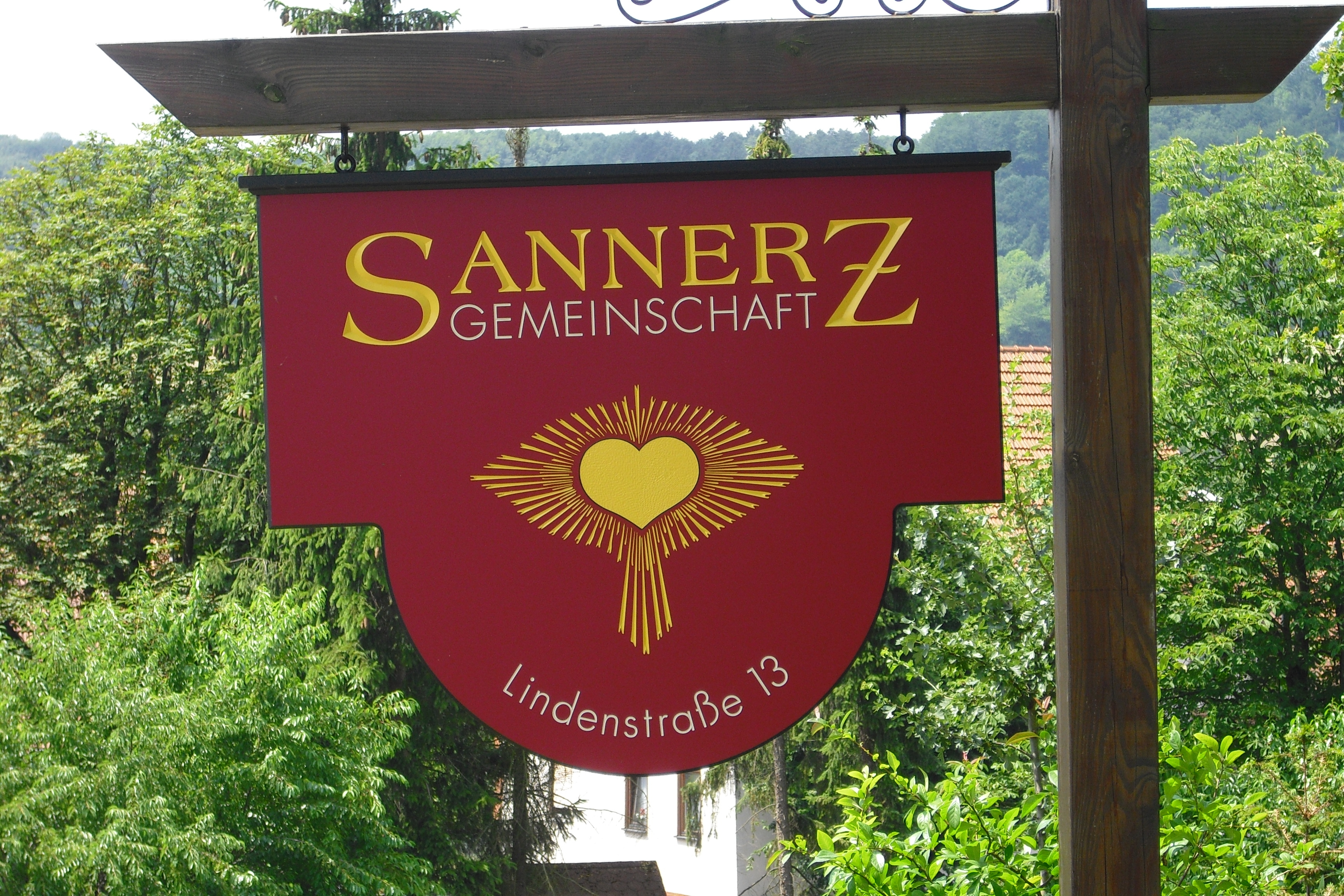
Hinweisschild der ehemaligen Sannerz-Gemeinschaft

Im Jahr 1920 wechselten Eberhard und Emmy Arnold ihren Wohnsitz und zogen mit ihren fünf Kindern von Berlin nach Schlüchtern. Dort gründeten sie mit ortsansässigen und auswärtigen Gesinnungsfreunden die sogenannte Neuwerk-Bewegung. Unterschiedliche Weltanschauungen sowie politische und soziale Ideen sollten hier zusammenfinden. Impulsgeber waren unter anderem die Wandervogelbewegung, der religiöse Sozialismus sowie pazifistische und nicht zuletzt lebensreformerische Ideen. Einen besonderen Einfluss auf die Gründer der Neuwerk-Gemeinschaft hatten auch die agrarromantische Landkommunen- und Siedlungsbewegungen sowie die verschiedenen reformpädagogischen Konzepte. Über allem aber stand für die Arnolds und ihre engeren Freunde das Ziel, ein Leben im Geist der Bergpredigt Jesu zu führen. Modellcharakter hatte dabei für sie die von der Jerusalemer Urgemeinde praktizierte urchristliche Gütergemeinschaft. Innerhalb der jungen Neuwerk-Bewegung entstand bereits im Sommer 1920 die kleine Sonnherz-Gemeinschaft im Hinterhaus einer Gastwirtschaft in Sannerz bei Schlüchtern. Einige Wochen später konnte die Paulsche Villa als zweites Domizil der Sonnherz-Gemeinschaft gepachtet werden. Hier stieß auch die Mitherausgeberin der Sonnenlieder, die aus Brake stammende Lehrerin Gertrud Dalgas (1897–1985) zum Kreis, der sich um Familie Arnold gebildet hatte. Gertrud Dalgas (nach ihrer Eheschließung Hüssy oder Dalgas-Hüssy) hatte Eberhard Arnold im Frühjahr 1921 bei einem Vortrag in Frankfurt kennengelernt und daraufhin an der 2. Schlüchterner Pfingstkonferenz der Neuwerk-Bewegung teilgenommen. Noch im Herbst desselben Jahres schloss sie sich der Sannerzer Gemeinschaft an und blieb ihr durch alle Krisen hindurch bis an das Ende ihres Lebens verbunden.
1927 zog die Sonnherz-Gemeinschaft auf den in der Rhön und unweit von Sannerz gelegenen Sparhof um. Die Siedlung wuchs ständig und hatte bereits vor 1930 fast 100 Erwachsene und Kinder. 1930 nahm Eberhard Arnold Kontakt zu den nordamerikanischen Hutterern auf und schloss sich mit seiner jetzt Bruderhof genannten Gemeinschaft ihnen an. Die Bruderhöfer wurden bei den Hutterern als Arnoldleut geführt. Diese Verbindung zur hutterischen Gemeinschaft findet ihren Niederschlag in einem zweiten Band der Sonnenlieder, den Emmy Arnold 1933 herausgab und in dem viele täuferische Lieder des 16. und 17. Jahrhunderts Aufnahme fanden. Er trägt den Titel Sonnenlieder: Lieder der Lebensgemeinde, wie sie aus Anregen des Geistes verfasst und hervorgebracht und so auch zu singen sein. Unter dem Titel Songs of Light erschien 1977 eine völlig neue, englisch-deutsche Ausgabe der Sonnenlieder in New York.

## Zum Inhalt
Das Gesangbuch Sonnenlieder bietet neben den 25 im Raum der Neuwerk-Bewegung entstandenen Gesängen und Liedern eine breit angelegte Auswahl von Liedgut aus mehr als sieben Jahrhunderten. Weltliche Fahrten- und geistliche Volkslieder finden sich hier genauso wie traditionelle Choräle der Reformationszeit. Lieder der Arbeiter- und Pazifistenbewegung stehen neben täuferischen, pietistischen und erwecklichen Gesängen. Über den Inhalt und die Zusammensetzung der Sonnenlieder schreibt der Arnold-Biograph Markus Baum: „Kaum ein anderes Dokument verrät mehr über das Leben in der Neuwerk-Gemeinschaft Sannerz, über die Geistesströme, die dort zusammenflossen und zugleich über die Menschen, die dort in den ersten Jahren ein- und ausgingen.“

### Gliederung
Dem eigentlichen Liedteil der Sonnenlieder sind ein Vorwort, eine Widmung und das Gedicht eines nicht genannten Autors (Licht ist Liebe ... Sonnen-Weben) vorangestellt. Es folgen drei einleitende Gesänge: der Sonnengesang des Franz von Assisi, Gott bewegt und Dem Sonnenaufgang entgegen (beide von Eberhard Arnold).
Der Hauptteil der 100 Sonnenlieder ist in fünf „Lieder-Gruppen“ unterteilt, deren Sinn aber nicht näher erläutert wird und deren Bedeutung sich aus der Betrachtung der jeweils den Gruppen zugeordneten Liedern nicht erschließt.
Der Anhang der Sonnenlieder besteht aus vier Abschnitten. Im ersten finden sich kurze Erklärungen zu den einzelnen Lieder sowie zu deren Dichtern und Komponisten. Der zweite Abschnitt gibt musikalische Hinweise und zeigt, welche der Sonnenlieder sich für einen Solovortrag beziehungsweise für Männer–, Frauen- und Gemischte Chöre eignen. Im dritten Abschnitt geht es um die Dürer-Bilder, die in das Gesangbuch aufgenommen wurden. Der letzte Abschnitt enthält ein alphabetisch geordnetes Liederverzeichnis.

### Liedgut

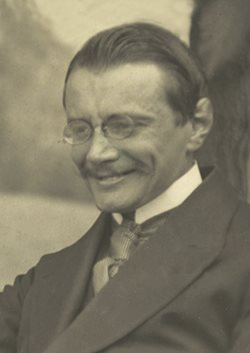
Rund ein Viertel der Sonnenlieder stammen aus der Feder Eberhard Arnolds

Hans Fiehler („Hans im Glück“), einer der pazifistischen Autoren

Eberhard Arnold, auf den rund ein Viertel der Sonnenlieder zurückgeht, schrieb am 8. Mai 1924 an den pazifistischen Philosophen und Pädagogen Friedrich Wilhelm Foerster: „Durch alle unsere Lieder geht der starke Ton des Friedensglaubens und der Friedenserwartung.“ Damit deutet er auf den roten Faden, der die Lieder unterschiedlichster Herkünfte miteinander verbindet.
Das älteste Lied der Sonnenlieder-Sammlung ist der Sonnengesang Franz von Assisis, das in seinem ursprünglichen Text zwischen 1224 und 1226 entstand. Lutherchoräle in der textlichen Urfassung (zum Beispiel Nu bitten wyr den heyligen Geyst) stehen neben Liedern der reformatorischen Täuferbewegung (Willst du bei Gott die Wohnung han, Wir schleichen in den Wäldern um). Ein größerer Teil der Liedersammlung geht auf Autoren der Herrnhuter Brüdergemeine sowie der Heiligungs- und Erweckungsbewegung zurück. Zinzendorfs König, gib uns Mut und Klarheit findet sich zum Beispiel unter den Sonnenliedern ebenso wie das vom Methodistenprediger Ernst Gebhardt stammende Lied Auf, denn die Nacht wird kommen. Zwischen den für kirchliche Gesangbücher üblichen geistlichen Gesängen sind Natur- und Fahrtenlieder (zum großen Teil ohne religiösen Bezug) eingestreut. Dazu gehören zum Beispiel Einen goldenen Wanderstab; Wir wollen zu Land ausfahren; Früh, wenn die Hähne krähn. Manche dieser Lieder sind textlich überarbeitet oder durch neue Strophen ergänzt worden.  Unter den Letztgenannten findet sich auch das bekannte Abendlied Kein schöner Land in dieser Zeit. Die Neuwerkerin  Eva Öhlke ergänzte das Lied durch folgende Strophe:
Ihr Brüder wisst, was uns vereint,

Ein andre Sonne hell uns scheint,

In ihr wir leben, zu ihr wir streben

Als die Gemeind'!

In ihr wir leben, zu ihr wir streben

Als die Gemeind'!
Eine weitere Besonderheit des Bruderhof-Gesangbuchs sind Liederdichtungen bekannter und unbekannter Pazifisten. Dazu gehören unter anderem Kees Boeke, Otto Salomon und Hans Fiehler. Kees Boeke (1884–1966) war ein niederländischer Reformpädagoge. Aus seiner Feder stammt eine größere Gruppe von Sonnenliedern, die von der Neuwerk-Gemeinschaft aus dem Niederländischen ins Deutsche übertragen wurden. Auch Otto Salomon (1889–1971) verfasste eine größere Zahl der Sonnenlieder. Er war jüdischer Herkunft und 1911 zum Christentum konvertiert. Er gehörte sowohl der Wandervogel- als auch der Neuwerkbewegung an. Seine geistliche Heimat war der Religiöse Sozialismus. Salomon arbeitete als Dichter, Schriftsteller (Pseudonyme Otto Bruder, Otto Johannes Bernt), Schauspieler und Dramaturg. Hans Fiehler (eigentlich Johannes Baptist Fiehler; † 1969), der dritte der hier genannten Pazifisten, war der Sohn des Baptistenpredigers Heinrich Fiehler und Bruder des Münchner Nazi-Oberbürgermeisters Karl Fiehler. Nach traumatischen Erfahrungen als Soldat im Ersten Weltkrieg zog er unter dem Künstlernamen Hans im Glück als Sänger, Musiker sowie Kunstmaler von Ort zu Ort und war häufig Gast bei Eberhard und Emmy Arnold in Sannerz.
Zu den politischen Sonnenliedern gehört das von Kurt Eisner, dem 1919 ermordeten Ministerpräsidenten des Freistaats Bayern gedichtete Lied Wir werben im Sterben um ferne Gestirne. Außerdem – und das ist vermutlich einmalig in einem geistlichen Gesangbuch – enthalten die Sonnenlieder das ursprünglich russische Arbeiterkampflied Brüder, zur Sonne, zur Freiheit. Die letzte Zeile der dritten Strophe wurde allerdings durch Erich Mohr (1895–1960) verändert. Bei Hermann Scherchen, dem deutschen Übersetzers des Arbeiterliedes, lautet die Schlussstrophe:

„Brüder, in eins nun die Hände, / Brüder, das Sterben verlacht! / Ewig, der Sklav'rei ein Ende, / heilig die letzte Schlacht!“

In den Sonnenliedern heißt es:

„Brüder, in eins nun die Hände, / Brüder, das Sterben verlacht! / Ewig, der Sklav'rei ein Ende, / Heilig der Liebe Macht!“